# Речху
Ре́чху (абх. Речхә; мегр. რეჩხი [Речхи]; до 1994 года (и в настоящее время в Грузии) — Речхи) — село в Абхазии, в Ткуарчалском районе частично признанной Республики Абхазия, согласно административному делению Грузии — в Гальском муниципалитете Абхазской Автономной Республики. Расположено к юго-востоку от райцентра Ткуарчал в равнинно-предгорной полосе. В административном отношении село представляет собой административный центр Речхинской сельской администрации (абх. Речхә ақыҭа ахадара). До 1994 года в Республике Абхазии село входило в состав Гальского района.

## Границы
На западе и северо-западе сельская администрация (село) Речху граничит с с/а (селом) Первый Гал; на северо-востоке и востоке — с/а (селом) Гумрыш Ткуарчалского района; на юге, по реке Эрисцкали (Эрцкар) и Гальскому водохранилищу, граничит с Галским районом; на востоке естественной границей села являются горы.

## История
В начале XX века большая часть населения Речху сохраняла абхазское этническое самосознание. Однако абхазский язык в селе не был распространён, все жители были мегрелоязычны. После установления советской власти в Абхазии, в Речху была открыта грузинская школа. К середине XX века абхазское население села уже было полностью огрузинено и потеряло этническое самосознание.
На протяжении последних двух столетий границы Речху многократно перекраивались, менялся и сам статус села. В XIX веке единое село Речху входило в состав Гальской сельской общины. С установлением советской власти в Абхазии на части территории села был образован Речхинский сельсовет, другая часть Речху была включена в состав Речхо-Цхирского сельсовета. К середине XX века Речхинский сельсовет ликвидируется, и его территория входит в состав Речхо-Цхирского сельсовета. К концу советского периода Речхо-Цхирский сельсовет упраздняется, и вся территория села Речху преобразуется в Речхинский сельсовет.
В ходе грузино-абхазской войны 1992—1993 годов Речху, как и другие сёла Гальского района, находилось под контролем грузинских войск. После войны большая часть жителей покинула село, однако в 1994 году многие речхинцы вернулись в свои дома. В настоящее время численность населения Речху сильно сократилась по сравнению с довоенной.
В 1994 году в Республике Абхазии была проведена новая реформа административно-территориального деления, село Речху было передано из состава Гальского района в состав Ткуарчалского.
Согласно Московскому соглашению 1994 года о прекращении огня и разъединении сторон Речху входит в Зону Безопасности, где размещены КСПМ СНГ.
В селе Речху расположена плотина Гальского водохранилища, построенная во второй половине XX века.
Село Речху исторически подразделяется на 3 посёлка (абх. аҳабла):
- Калги (Саколбаио)
- Партогали
- Холе

## Население
Население Речхинского сельсовета по данным переписи 1989 года составляло 1202 человека, по данным переписи 2011 года население сельской администрации Речх составило 730 человек, в основном грузины (76,8 %) и мегрелы (22,2 %).
В XIX веке село Речху входило в состав Гальской сельской общины. По данным переписи населения 1886 года в Речху проживало православных христиан — 1483 человека, мусульман-суннитов не было. По сословному делению в селе имелось 72 князя и 1411 крестьян. Дворян, представителей православного духовенства и «городских» сословий в Речху не проживало.
По данным переписи населения 1926 года абсолютное большинство жителей Речху составляли этнические абхазы, однако абхазский язык в качестве родного указали лишь 0,8 % речхинцев (или 1,0 % абхазов села), в то время как для подавляющего большинства жителей села как абхазской, так и грузинской национальности родным языком был мегрельский. Таким образом Речху было единственным в Абхазии селом с абсолютным преобладанием этнически абхазского, но полностью мегрелоязычного населения.
| Год переписи | Число жителей                               | Этнический состав                  |
| ------------ | ------------------------------------------- | ---------------------------------- |
| 1886         | 1483                                        | самурзаканцы 100 %                 |
| 1926         | 652                                         | абхазы 78,2 %; грузины 20,4 %      |
| 1959         | 1259 (в составе Речхо-Цхирского сельсовета) | грузины (нет точных данных)        |
| 1989         | 1202                                        | грузины (нет точных данных)        |
| 2011         | 730                                         | грузины (76,8 %), мегрелы (22,2 %) |